# Янне Теллер
Янне Теллер англ. Janne Teller — данська письменниця австрійсько-німецького походження, яка живе в Нью-Йорку та Берліні. До того, як вона стала професійною письменницею, працювала консультантом з конфліктів в ЄС та ООН, переважно в Африці.

## Твори

### Романи
- Африканські шляхи / Afrikanske veje — fortælling (Brøndums forlag 2013)
- Ходімо / Kom — roman (Gyldendal 2008)
- Сон кицьки / Kattens tramp — roman (Gyldendal 2004)
- Якби війна була тут / Hvis der var krig i Norden — fiktionsessay (Dansklæreforeningens forlag 2004)
- Нічого / Intet — roman (Dansklæreforeningens forlag 2000 / Gyldendal 2011)
- Острів Одина / Odins ø — roman (Centrum 1999 / Gyldendal 2005)

### Оповідання
- Alt — novellesamling (Hanser 2013 / Dansklæreforeningens forlag 2013)

### Есе
- At gå nøgen — 21 essays om kunst, fremmedhed og forsøget på at være menneske — essaysamling (Politikens Forlag 2018)